# المندرة (الإسكندرية)
المندرة هي منطقة سكنية بحي ثان المنتزة بمدينة الإسكندرية في مصر، يقسمها قطار أبو قير إلى جزئين المندرة بحري وتتبع لشياخة المندرة بحري، والمندرة قبلي وتتبع لشياخة المندرة قبلي.

## أهم المعالم
- خمسة شواطئ.
- قصر المنتزه.[3]
- طاحونة المندرة الأثرية.[4]
- فندق شيراتون المنتزة.
- كلية الدراسات الإسلامية والعربية بنات التابعة لجامعة الأزهر.
- شوارع ملك حفني، الكورنيش، جمال عبد الناصر، النبوي المهندس.
- مساجد المندرة البحري، الفرج، رب النقيب، والرحمن الرحيم.
- مدارس الحرمين، فيوتشر، المصرية اليابانية، الكويت، وعبد الخالق حسونة.